# Zucchero/Diskografie
Diese Diskografie ist eine Übersicht über die musikalischen Werke des italienischen Sängers, Multiinstrumentalisten und Songwriter Zucchero. Den Quellenangaben und Schallplattenauszeichnungen zufolge hat er bisher mehr als 19,9 Millionen Tonträger verkauft, davon alleine in seiner Heimat über 8,5 Millionen zertifizierte Einheiten.

## Alben

### Studioalben
| Jahr | Titel Musiklabel                                              | Höchstplatzierung, Gesamtwochen, AuszeichnungChartplatzierungen (Jahr, Titel, Musiklabel, Platzierungen, Wochen, Auszeichnungen, Anmerkungen) | Höchstplatzierung, Gesamtwochen, AuszeichnungChartplatzierungen (Jahr, Titel, Musiklabel, Platzierungen, Wochen, Auszeichnungen, Anmerkungen) | Höchstplatzierung, Gesamtwochen, AuszeichnungChartplatzierungen (Jahr, Titel, Musiklabel, Platzierungen, Wochen, Auszeichnungen, Anmerkungen) | Höchstplatzierung, Gesamtwochen, AuszeichnungChartplatzierungen (Jahr, Titel, Musiklabel, Platzierungen, Wochen, Auszeichnungen, Anmerkungen) | Höchstplatzierung, Gesamtwochen, AuszeichnungChartplatzierungen (Jahr, Titel, Musiklabel, Platzierungen, Wochen, Auszeichnungen, Anmerkungen) | Anmerkungen                                                            | [↑]: gemeinsam behandelt mit vorhergehendem Eintrag; [←]: in beiden Charts platziert |
| Jahr | Titel Musiklabel                                              | IT | DE | AT | CH | UK | Anmerkungen                                                            |                                                                                      |
| ---- | ------------------------------------------------------------- | --- | --- | --- | --- | --- | ---------------------------------------------------------------------- | ------------------------------------------------------------------------------------ |
| 1983 | Un po’ di Zucchero Polydor                                    | — | — | — | — | — | Erstveröffentlichung: 1983                                             |                                                                                      |
| 1985 | Zucchero & The Randy Jackson Band Polydor                     | — | — | — | — | — | Erstveröffentlichung: 3. März 1985                                     |                                                                                      |
| 1986 | Rispetto Polydor                                              | IT7 Platin · (29 Wo.)IT | — | — | — | — | Erstveröffentlichung: 28. April 1986 Verkäufe: + 100.000               |                                                                                      |
| 1987 | Blue’s Polydor                                                | IT1 ×11Elffachgold (1988) + Gold (2023) · (39 Wo.)IT                                                                                          | — | — | CH18 Platin · (4 Wo.)CH | — | Erstveröffentlichung: 15. Juni 1987 Verkäufe: + 1.200.000              |                                                                                      |
| 1989 | Oro incenso & birra Polydor                                   | IT1 ×8Achtfachplatin (1996) + Platin (2025) · (… Wo.)IT                                                                                       | — | — | CH1 Platin · (22 Wo.)CH | — | Erstveröffentlichung: 13. Juni 1989 Verkäufe: + 8.000.000              |                                                                                      |
| 1992 | Miserere Polydor                                              | IT1 ×7Siebenfachplatin · (24 Wo.)IT | DE—DE | AT—AT | CH8 Platin · (10 Wo.)CH | UK—UK | Erstveröffentlichung: 1. Oktober 1992 Verkäufe: + 750.000              |                                                                                      |
| 1992 | Miserere (International Version) Polydor[IT: ↑][DE: ↑][AT: ↑] | IT1 ×7Siebenfachplatin · (24 Wo.)IT | DE—DE | AT—AT | CH9 (5 Wo.)CH[UK: ↑] | UK—UK | Erstveröffentlichung: 1992                                             |                                                                                      |
| 1993 | Walzer d’un Blues Mercury                                     | IT11 (8 Wo.)IT | — | — | — | — | Erstveröffentlichung: 1993                                             |                                                                                      |
| 1995 | Spirito DiVino Polydor                                        | IT1 ×10Zehnfachplatin · (72 Wo.)IT | DE17 (18 Wo.)DE | AT—AT | CH3 Platin · (38 Wo.)CH | UK—UK | Erstveröffentlichung: 27. März 1995 Verkäufe: + 1.375.000              |                                                                                      |
| 1995 | Spirito DiVino (edizione Natale) Polydor                      | IT22 (3 Wo.)IT[DE: ↑][AT: ↑][CH: ↑][UK: ↑] | DE17 (18 Wo.)DE | AT—AT | CH3 Platin · (38 Wo.)CH | UK—UK | Erstveröffentlichung: 1995 Weihnachtsedition                           |                                                                                      |
| 1998 | Bluesugar Polydor                                             | IT1 ×10Zehnfachplatin · (32 Wo.)IT | DE72 (3 Wo.)DE | AT14 (15 Wo.)AT | CH6 Platin · (20 Wo.)CH | — | Erstveröffentlichung: 5. November 1998 Verkäufe: + 1.050.000           |                                                                                      |
| 2001 | Shake Universal                                               | IT1 (69 Wo.)IT | DE25 (10 Wo.)DE | AT16 (9 Wo.)AT | CH1 ×3Dreifachplatin · (45 Wo.)CH | — | Erstveröffentlichung: 14. September 2001 Verkäufe: + 1.000.000         |                                                                                      |
| 2006 | Fly Polydor/Universal                                         | IT1 Gold (2024) · (61 Wo.)IT | DE23 (9 Wo.)DE | AT3 Gold · (29 Wo.)AT | CH1 Platin · (45 Wo.)CH | — | Erstveröffentlichung: 22. September 2006 Verkäufe: + 70.000            |                                                                                      |
| 2010 | Chocabeck Universal                                           | IT1 ×5Fünffachplatin · (89 Wo.)IT | DE16 (15 Wo.)DE | AT7 Gold · (23 Wo.)AT | CH2 Platin · (50 Wo.)CH | — | Erstveröffentlichung: 3. November 2010 Verkäufe: + 340.000             |                                                                                      |
| 2012 | La sesión cubana Universal                                    | IT1 ×3Dreifachplatin · (63 Wo.)IT | DE40 (5 Wo.)DE | AT1 Gold · (36 Wo.)AT | CH5 (37 Wo.)CH | — | Erstveröffentlichung: 20. November 2012 Verkäufe: + 190.000            |                                                                                      |
| 2016 | Black Cat Universal                                           | IT1 ×2Doppelplatin · (33 Wo.)IT | DE13 (11 Wo.)DE | AT2 Gold · (33 Wo.)AT | CH1 (40 Wo.)CH | — | Erstveröffentlichung: 29. April 2016 Verkäufe: + 107.500               |                                                                                      |
| 2019 | D.O.C. Universal                                              | IT2 Platin · (28 Wo.)IT | DE27 (5 Wo.)DE | AT6 (18 Wo.)AT | CH1 (51 Wo.)CH | — | Erstveröffentlichung: 8. November 2019 Verkäufe: + 50.000              |                                                                                      |
| 2021 | Discover Universal                                            | IT4 Gold (2011) · (13 Wo.)IT | DE51 (2 Wo.)DE | AT16 (5 Wo.)AT | CH10 (11 Wo.)CH | — | Erstveröffentlichung: 19. November 2021 Verkäufe: + 25.000; Coveralbum |                                                                                      |
| 2024 | Discover II Universal                                         | IT5 (7 Wo.)IT | DE68 (1 Wo.)DE | AT7 (4 Wo.)AT | CH4 (5 Wo.)CH | — | Erstveröffentlichung: 8. November 2024 Coveralbum                      |                                                                                      |

### Livealben
| Jahr | Titel Musiklabel                | Höchstplatzierung, Gesamtwochen, AuszeichnungChartplatzierungen (Jahr, Titel, Musiklabel, Platzierungen, Wochen, Auszeichnungen, Anmerkungen) | Höchstplatzierung, Gesamtwochen, AuszeichnungChartplatzierungen (Jahr, Titel, Musiklabel, Platzierungen, Wochen, Auszeichnungen, Anmerkungen) | Höchstplatzierung, Gesamtwochen, AuszeichnungChartplatzierungen (Jahr, Titel, Musiklabel, Platzierungen, Wochen, Auszeichnungen, Anmerkungen) | Höchstplatzierung, Gesamtwochen, AuszeichnungChartplatzierungen (Jahr, Titel, Musiklabel, Platzierungen, Wochen, Auszeichnungen, Anmerkungen) | Höchstplatzierung, Gesamtwochen, AuszeichnungChartplatzierungen (Jahr, Titel, Musiklabel, Platzierungen, Wochen, Auszeichnungen, Anmerkungen) | Anmerkungen                                                |
| Jahr | Titel Musiklabel                | IT | DE | AT | CH | UK | Anmerkungen                                                |
| ---- | ------------------------------- | --- | --- | --- | --- | --- | ---------------------------------------------------------- |
| 1991 | Live at the Kremlin Polydor     | IT6 (15 Wo.)IT | — | — | CH28 (1 Wo.)CH | — | Erstveröffentlichung: 4. November 1991                     |
| 2008 | Live in Italy Polydor/Universal | IT7 Gold · (19 Wo.)IT | — | AT31 (5 Wo.)AT | CH91 (2 Wo.)CH | — | Erstveröffentlichung: 27. November 2008 Verkäufe: + 40.000 |
| 2013 | Una rosa blanca Universal       | IT10 Gold · (31 Wo.)IT | — | — | CH50 (3 Wo.)CH | — | Erstveröffentlichung: 3. Dezember 2013 Verkäufe: + 30.000  |
| 2017 | Black Cat Live Universal        | IT13 (11 Wo.)IT | — | — | — | — | Erstveröffentlichung: 14. April 2017                       |

### Kompilationen
| Jahr | Titel Musiklabel                                          | Höchstplatzierung, Gesamtwochen, AuszeichnungChartplatzierungen (Jahr, Titel, Musiklabel, Platzierungen, Wochen, Auszeichnungen, Anmerkungen) | Höchstplatzierung, Gesamtwochen, AuszeichnungChartplatzierungen (Jahr, Titel, Musiklabel, Platzierungen, Wochen, Auszeichnungen, Anmerkungen) | Höchstplatzierung, Gesamtwochen, AuszeichnungChartplatzierungen (Jahr, Titel, Musiklabel, Platzierungen, Wochen, Auszeichnungen, Anmerkungen) | Höchstplatzierung, Gesamtwochen, AuszeichnungChartplatzierungen (Jahr, Titel, Musiklabel, Platzierungen, Wochen, Auszeichnungen, Anmerkungen) | Höchstplatzierung, Gesamtwochen, AuszeichnungChartplatzierungen (Jahr, Titel, Musiklabel, Platzierungen, Wochen, Auszeichnungen, Anmerkungen) | Anmerkungen                                                   |
| Jahr | Titel Musiklabel                                          | IT | DE | AT | CH | UK | Anmerkungen                                                   |
| ---- | --------------------------------------------------------- | --- | --- | --- | --- | --- | ------------------------------------------------------------- |
| 1990 | Zucchero London Records                                   | — | DE9 (20 Wo.)DE | — | CH7 Platin · (20 Wo.)CH | UK29 (4 Wo.)UK | Erstveröffentlichung: 3. Oktober 1990 Verkäufe: + 1.000.000   |
| 1996 | The Best of … Greatest Hits Polydor                       | IT1 ×11Elffachplatin · (44 Wo.)IT | DE10 Gold · (62 Wo.)DE | AT7 Platin · (19 Wo.)AT | CH2 ×2Doppelplatin · (46 Wo.)CH | — | Erstveröffentlichung: 19. November 1996 Verkäufe: + 3.000.000 |
| 1996 | The Best of … Greatest Hits (Limited Edition) Polydor     | IT27 (1 Wo.)IT | — | — | — | — | Erstveröffentlichung: 25. November 1996                       |
| 1997 | The Best of … Greatest Hits (New Version) Polydor         | IT24 (38 Wo.)IT | — | AT31 (15 Wo.)AT | — | — | Erstveröffentlichung: 17. Oktober 1997                        |
| 1999 | The Best of … Greatest Hits (Special Edition) Polydor     | — | — | AT35 (24 Wo.)AT | — | — | Erstveröffentlichung: 1999                                    |
| 2001 | Best Of (New Version) Polydor/Universal                   | IT51 (14 Wo.)IT | — | — | — | — | Erstveröffentlichung: 2001                                    |
| 2004 | Zu & Co. Polydor/Universal                                | IT1 ×4Vierfachplatin (2006) + Gold (2024) · (73 Wo.)IT                                                                                        | DE4 ×3Dreifachgold · (27 Wo.)DE | AT1 Platin · (31 Wo.)AT | CH1 ×2Doppelplatin · (42 Wo.)CH | — | Erstveröffentlichung: 14. März 2004 Verkäufe: + 1.000.000     |
| 2005 | Zu & Co.: The Ultimate Duets Collection Polydor/Universal | IT53 (16 Wo.)IT | — | — | — | — | Erstveröffentlichung: 2005                                    |
| 2007 | All the Best Polydor/Universal                            | IT1 Diamant (2008) + Platin (2014) · (110 Wo.)IT                                                                                              | DE16 Gold · (21 Wo.)DE | AT6 (59 Wo.)AT | CH2 Platin · (54 Wo.)CH | — | Erstveröffentlichung: 23. November 2007 Verkäufe: + 530.000   |
| 2014 | All The Best + Zu & Co. Polydor/Universal                 | — | — | — | CH37 (1 Wo.)CH | — | Erstveröffentlichung: 14. November 2014                       |
| 2016 | Studio Vinyl Collection Universal                         | IT11 (1 Wo.)IT | — | — | — | — | Erstveröffentlichung: 23. September 2016                      |
| 2017 | Wanted (The Best Collection) Universal                    | IT3 Platin · (31 Wo.)IT | DE94 (1 Wo.)DE | AT20 (10 Wo.)AT | CH15 (15 Wo.)CH | — | Erstveröffentlichung: 3. November 2017 Verkäufe: + 50.000     |
| 2021 | Inacustico D.O.C & More Universal                         | IT7 (6 Wo.)IT | — | — | — | — | Erstveröffentlichung: 14. März 2021                           |

Weitere Kompilationen
- 1994: Diamante
- 1999: Overdose d’amore/The Ballads

### Soundtracks
| Jahr | Titel Musiklabel           | Höchstplatzierung, Gesamtwochen, AuszeichnungChartplatzierungen (Jahr, Titel, Musiklabel, Platzierungen, Wochen, Auszeichnungen, Anmerkungen) | Höchstplatzierung, Gesamtwochen, AuszeichnungChartplatzierungen (Jahr, Titel, Musiklabel, Platzierungen, Wochen, Auszeichnungen, Anmerkungen) | Höchstplatzierung, Gesamtwochen, AuszeichnungChartplatzierungen (Jahr, Titel, Musiklabel, Platzierungen, Wochen, Auszeichnungen, Anmerkungen) | Höchstplatzierung, Gesamtwochen, AuszeichnungChartplatzierungen (Jahr, Titel, Musiklabel, Platzierungen, Wochen, Auszeichnungen, Anmerkungen) | Höchstplatzierung, Gesamtwochen, AuszeichnungChartplatzierungen (Jahr, Titel, Musiklabel, Platzierungen, Wochen, Auszeichnungen, Anmerkungen) | Anmerkungen                |
| Jahr | Titel Musiklabel           | IT | DE | AT | CH | UK | Anmerkungen                |
| ---- | -------------------------- | --- | --- | --- | --- | --- | -------------------------- |
| 1988 | Snack Bar Budapest Polydor | IT14 (8 Wo.)IT | — | — | — | — | Erstveröffentlichung: 1988 |

Weitere Soundtracks
- 2002: Spirit – Cavallo selvaggio

## Singles
| Jahr | Titel Album                                                               | Höchstplatzierung, Gesamtwochen, AuszeichnungChartplatzierungen (Jahr, Titel, Album, Platzierungen, Wochen, Auszeichnungen, Anmerkungen) | Höchstplatzierung, Gesamtwochen, AuszeichnungChartplatzierungen (Jahr, Titel, Album, Platzierungen, Wochen, Auszeichnungen, Anmerkungen) | Höchstplatzierung, Gesamtwochen, AuszeichnungChartplatzierungen (Jahr, Titel, Album, Platzierungen, Wochen, Auszeichnungen, Anmerkungen) | Höchstplatzierung, Gesamtwochen, AuszeichnungChartplatzierungen (Jahr, Titel, Album, Platzierungen, Wochen, Auszeichnungen, Anmerkungen) | Höchstplatzierung, Gesamtwochen, AuszeichnungChartplatzierungen (Jahr, Titel, Album, Platzierungen, Wochen, Auszeichnungen, Anmerkungen) | Anmerkungen                                                                      |
| Jahr | Titel Album                                                               | IT | DE | AT | CH | UK | Anmerkungen                                                                      |
| ---- | ------------------------------------------------------------------------- | --- | --- | --- | --- | --- | -------------------------------------------------------------------------------- |
| 1982 | Una notte che vola via Un po' di Zucchero                                 | IT39 (… Wo.)IT | — | — | — | — | Erstveröffentlichung: 1982                                                       |
| 1985 | Donne Zucchero & The Randy Jackson Band                                   | IT21 Gold (2023) · (2 Wo.)IT | — | — | — | — | Erstveröffentlichung: Februar 1985 Verkäufe: + 50.000                            |
| 1987 | Con le mani Blue’s                                                        | IT27 (… Wo.)IT | — | — | — | — | Erstveröffentlichung: 1987                                                       |
| 1987 | Senza una donna Blue’s                                                    | IT17 (… Wo.)IT | — | — | — | — | Erstveröffentlichung: 1987                                                       |
| 1991 | Senza una donna (Without a Woman) Zucchero                                | IT— Gold (2021)IT | DE2 (26 Wo.)DE | AT8 (13 Wo.)AT | CH2 (23 Wo.)CH | UK4 (12 Wo.)UK | Erstveröffentlichung: 18. März 1991 Verkäufe: + 275.000; feat. Paul Young        |
| 1991 | Wonderful World Zucchero                                                  | — | DE71 (5 Wo.)DE | — | CH17 (2 Wo.)CH | — | Erstveröffentlichung: 1991 feat. Eric Clapton                                    |
| 1992 | Diamante Zucchero                                                         | — | DE20 (14 Wo.)DE | — | CH11 (14 Wo.)CH | UK44 (7 Wo.)UK | Erstveröffentlichung: 6. Januar 1992 feat. Randy Crawford                        |
| 1992 | Miserere                                                                  | — | — | — | CH22 (2 Wo.)CH | UK15 (5 Wo.)UK | Erstveröffentlichung: 1992 feat. Luciano Pavarotti                               |
| 1995 | Per colpa di chi Spirito DiVino                                           | IT20 (2 Wo.)IT | — | — | — | — | Erstveröffentlichung: 12. April 1995                                             |
| 1995 | Il volo Spirito DiVino                                                    | — | DE23 (27 Wo.)DE | — | CH20 (6 Wo.)CH | — | Erstveröffentlichung: 17. November 1995 Verkäufe: + 25.000                       |
| 1996 | Così celeste / She’s My Baby* Spirito DiVino                              | IT20 Gold (2023) · (2 Wo.)IT | DE98* (1 Wo.)DE | — | — | — | Erstveröffentlichung: 1996 Verkäufe: + 50.000                                    |
| 1997 | Menta e rosmarino The Best of Zucchero – Sugar Fornaciari’s Greatest Hits | IT13 (… Wo.)IT | — | — | — | — | Erstveröffentlichung: 1997                                                       |
| 1997 | Va, pensiero The Best of Zucchero – Sugar Fornaciari’s Greatest Hits      | IT4 (8 Wo.)IT | DE52 (9 Wo.)DE | AT17 (12 Wo.)AT | CH19 (17 Wo.)CH | — | Erstveröffentlichung: 17. Oktober 1997                                           |
| 1998 | Blu Bluesugar                                                             | IT2 (10 Wo.)IT | — | — | CH35 (11 Wo.)CH | — | Erstveröffentlichung: 1. Oktober 1998                                            |
| 2001 | Baila Shake                                                               | IT1 Platin (2024) · (17 Wo.)IT | DE97 (1 Wo.)DE | — | CH3 Gold · (39 Wo.)CH | — | Erstveröffentlichung: 10. September 2001 Verkäufe: + 120.000                     |
| 2001 | Ahum Shake                                                                | IT16 (13 Wo.)IT | DE84 (2 Wo.)DE | — | CH72 (7 Wo.)CH | — | Erstveröffentlichung: 21. September 2001                                         |
| 2002 | Dindondio Shake                                                           | IT31 (2 Wo.)IT | — | — | — | — | Erstveröffentlichung: 25. Januar 2002                                            |
| 2003 | World GAIA                                                                | — | — | — | CH37 (6 Wo.)CH | — | Erstveröffentlichung: 18. Juni 2003 mit Anggun                                   |
| 2004 | Il grande Baboomba Zu & Co.                                               | IT8 (18 Wo.)IT | — | — | CH16 (14 Wo.)CH | — | Erstveröffentlichung: 14. Mai 2004 feat. Mousse T.                               |
| 2004 | Indaco dagli occhi del cielo Zu & Co.                                     | — | — | AT56 (7 Wo.)AT | — | — | Erstveröffentlichung: 27. August 2004 feat. Vanessa Carlton Original: The Korgis |
| 2006 | Baila morena Zu & Co.                                                     | — | — | — | CH10 (42 Wo.)CH | — | Erstveröffentlichung: 24. Februar 2006 Verkäufe: + 230.000; feat. Maná           |
| 2006 | Bacco perbacco Fly                                                        | — | — | — | CH32 (10 Wo.)CH | — | Erstveröffentlichung: 21. Juli 2006                                              |
| 2006 | Occhi Fly                                                                 | IT5 Gold (2023) · (… Wo.)IT | DE60 (3 Wo.)DE | — | CH56 (5 Wo.)CH | — | Erstveröffentlichung: 20. Oktober 2006 Verkäufe: + 50.000                        |
| 2007 | Un kilo Fly                                                               | IT12 (… Wo.)IT | — | — | — | — | Erstveröffentlichung: 5. März 2007                                               |
| 2007 | Wonderful Life All the Best                                               | IT9 (10 Wo.)IT | — | — | — | — | Erstveröffentlichung: 23. Oktober 2007 Original: Black                           |
| 2008 | Amen All the Best                                                         | IT42 (3 Wo.)IT | — | — | — | — | Erstveröffentlichung: 1. Februar 2008                                            |
| 2008 | Tutti i colori della mia vita All the Best                                | IT7 (5 Wo.)IT | — | — | — | — | Erstveröffentlichung: 18. April 2008                                             |
| 2008 | Una carezza (Live) Live in Italy                                          | IT4 (4 Wo.)IT | — | — | — | — | Erstveröffentlichung: 24. Oktober 2008                                           |
| 2010 | È un peccato morir Chocabeck                                              | IT5 Gold · (18 Wo.)IT | — | — | CH41 (4 Wo.)CH | — | Erstveröffentlichung: 1. Oktober 2010 Verkäufe: + 15.000                         |
| 2011 | Un soffio caldo Chocabeck                                                 | IT41 (14 Wo.)IT | — | — | CH71 (1 Wo.)CH | — | Erstveröffentlichung: 1. Februar 2011                                            |
| 2011 | Vedo nero Chocabeck                                                       | IT16 Platin · (27 Wo.)IT | — | — | — | — | Erstveröffentlichung: 22. April 2011 Verkäufe: + 30.000                          |
| 2011 | Chocabeck                                                                 | IT38 (11 Wo.)IT | — | — | — | — | Erstveröffentlichung: 16. September 2011                                         |
| 2012 | Guantanamera (Guajira) La sesión cubana                                   | IT11 Platin · (19 Wo.)IT | — | — | — | — | Erstveröffentlichung: 19. Oktober 2012 Verkäufe: + 30.000                        |
| 2013 | Quale senso abbiamo noi Una rosa blanca                                   | IT27 (11 Wo.)IT | — | — | — | — | Erstveröffentlichung: 1. November 2013                                           |
| 2016 | Partigiano reggiano Black Cat                                             | IT60 Gold · (9 Wo.)IT | — | — | — | — | Erstveröffentlichung: 24. März 2016 Verkäufe: + 25.000                           |
| 2024 | Overdose d’amore 2024 Discover II                                         | IT68 (2 Wo.)IT | — | — | — | — | Erstveröffentlichung: 13. Juni 2024 feat. Salmo                                  |

Weitere Singles
- 1983: Nuvola
- 1983: Sandra
- 1985: Quasi quasi
- 1986: Rispetto
- 1989: Madre dolcissima
- 1989: Diamante (mit Ardent Gospel Choir, Verkäufe: + 100.000; IT: Platin (2024) )
- 1989: Overdose (D’amore) (Verkäufe: + 50.000; IT: Gold (2024) )
- 1992: Povero Cristo
- 1992: L'urlo
- 1992: Il pelo nell'uovo
- 1992: Come Back the Sun
- 1992: It’s All Right
- 1995: Papà perché
- 1995: Pane e sale
- 1997: Eppure non t'amo
- 1998: Puro amore
- 1999: You Make Me Feel Loved
- 1999: Arcord
- 2002: Sento le campane
- 2002: Rossa mela della sera
- 2002: Scintille
- 2006: Cuba Libre
- 2011: Il suono della domenica
- 2013: Love Is All Around
- 2013: Nena
- 2016: Voci
- 2016: 13 buone ragioni (Verkäufe: + 25.000; IT: Gold)
- 2016: Turn the World Down

## Videoalben
- 1991: Live at the Kremlin
- 2004: Zu & Co. - Live at the Royal Albert Hall  (Verkäufe: + 3.000; CH: Gold)
- 2007: All the Best
- 2008: Live in Italy
- 2010: Chocabeck
- 2012: La sesión cubana

## Statistik

### Chartauswertung
|                     | IT     | DE     | AT     | CH     | UK    |
| ------------------- | ------ | ------ | ------ | ------ | ----- |
| Nummer-eins-Alben   | IT12IT | DE—DE  | AT2AT  | CH6CH  | UK—UK |
| Top-10-Alben        | IT21IT | DE3DE  | AT9AT  | CH17CH | UK—UK |
| Alben in den Charts | IT29IT | DE14DE | AT15AT | CH23CH | UK1UK |

|                       | IT     | DE    | AT    | CH     | UK    |
| --------------------- | ------ | ----- | ----- | ------ | ----- |
| Nummer-eins-Singles   | IT1IT  | DE—DE | AT—AT | CH—CH  | UK—UK |
| Top-10-Singles        | IT9IT  | DE1DE | AT1AT | CH3CH  | UK1UK |
| Singles in den Charts | IT25IT | DE9DE | AT3AT | CH16CH | UK3UK |

### Auszeichnungen für Musikverkäufe
| Goldene Schallplatte - Belgien - 1996: für die Single Il volo - 1996: für das Album Spirito DiVino - 1997: für das Album The Best of … Greatest Hits - Frankreich - 1991: für das Album Zucchero - 1991: für die Single Senza una donna (Without a Woman) - 2004: für das Album Zu & Co. - 2006: für die Single Baila morena - Italien - 2024: für das Lied E’ Delicato - Niederlande - 1997: für das Album The Best of … Greatest Hits - Schweden - 1991: für die Single Senza una donna (Without a Woman) - Spanien - 2024: für die Single Baila morena | Platin-Schallplatte - Europa - 1996: für das Album Spirito DiVino - 2002: für das Album Shake - 2006: für das Album Zu & Co. - Frankreich - 1996: für das Album Spirito DiVino 2× Platin-Schallplatte - Frankreich - 1998: für das Album The Best of … Greatest Hits 3× Platin-Schallplatte - Europa - 2001: für das Album The Best of … Greatest Hits |

Anmerkung: Auszeichnungen in Ländern aus den Charttabellen bzw. Chartboxen sind in ebendiesen zu finden.
| Land/RegionAuszeichnungen für Musikverkäufe (Land/Region, Auszeichnungen, Verkäufe, Quellen) | Gold       | Platin         | Diamant  | Verkäufe    | Quellen                                                   |
| -------------------------------------------------------------------------------------------- | ---------- | -------------- | -------- | ----------- | --------------------------------------------------------- |
| Belgien (BRMA)                                                                               | 3× Gold3   | —              | —        | 75.000      | ultratop.be                                               |
| Deutschland (BVMI)                                                                           | 3× Gold3   | Platin1        | —        | 650.000     | musikindustrie.de                                         |
| Europa (IFPI)                                                                                | —          | 6× Platin6     | —        | (6.000.000) | ifpi.org (Memento vom 1. Januar 2014 im Internet Archive) |
| Frankreich (SNEP)                                                                            | 4× Gold4   | 3× Platin3     | —        | 1.550.000   | infodisc.fr                                               |
| Italien (FIMI)                                                                               | 16× Gold16 | 74× Platin74   | Diamant1 | 8.530.000   | fimi.it                                                   |
| Niederlande (NVPI)                                                                           | Gold1      | —              | —        | 50.000      | nvpi.nl                                                   |
| Österreich (IFPI)                                                                            | 4× Gold4   | 2× Platin2     | —        | 122.500     | ifpi.at                                                   |
| Schweden (IFPI)                                                                              | Gold1      | —              | —        | 25.000      | sverigetopplistan.se                                      |
| Schweiz (IFPI)                                                                               | 2× Gold2   | 15× Platin15   | —        | 663.000     | hitparade.ch                                              |
| Spanien (Promusicae)                                                                         | Gold1      | —              | —        | 30.000      | elportaldemusica.es                                       |
| Insgesamt                                                                                    | 35× Gold35 | 101× Platin101 | Diamant1 |             |                                                           |